# Milionia aroensis
Milionia aroensis is een vlinder uit de familie van de spanners (Geometridae). De wetenschappelijke naam van de soort is voor het eerst geldig gepubliceerd in 1904 door Rothschild.

## Kenmerken
De voorvleugels van het mannetje vertonen een opvallende rode band, terwijl het vrouwtje een gele heeft. De spanwijdte bedraagt ongeveer 4,5 cm. Ze hebben tevens een felrode en diepzwarte weerschijnkleur.

## Verspreiding en leefgebied
Deze vlindersoort is endemisch in Nieuw-Guinea en enkele Indonesische eilanden.